# Spermolepis divaricata
Spermolepis divaricata är en flockblommig växtart som först beskrevs av Thomas Walter, och fick sitt nu gällande namn av Constantine Samuel Rafinesque. Spermolepis divaricata ingår i släktet Spermolepis och familjen flockblommiga växter. Inga underarter finns listade i Catalogue of Life.